# Theridion frondeum
Theridion frondeum är en spindelart som beskrevs av Nicholas Marcellus Hentz 1850. Theridion frondeum ingår i släktet Theridion och familjen klotspindlar. Inga underarter finns listade i Catalogue of Life.